# الست كراسي
الست كراسي هو فيلم درامي عراقي، أنتج في عام 1971.

## الممثلون
- صادق علي شاهين
- قاسم الملاك
- خليل الرفاعي
- فوزي مهدي
- حمودي الحارثي
- شكري العقيدي
- خليل النعيمي
- فاضل خليل
- غازي القيسي
- قدري الرومي
- سعدي يونس
- حامد الأطرقجي